# 두시 (시집)

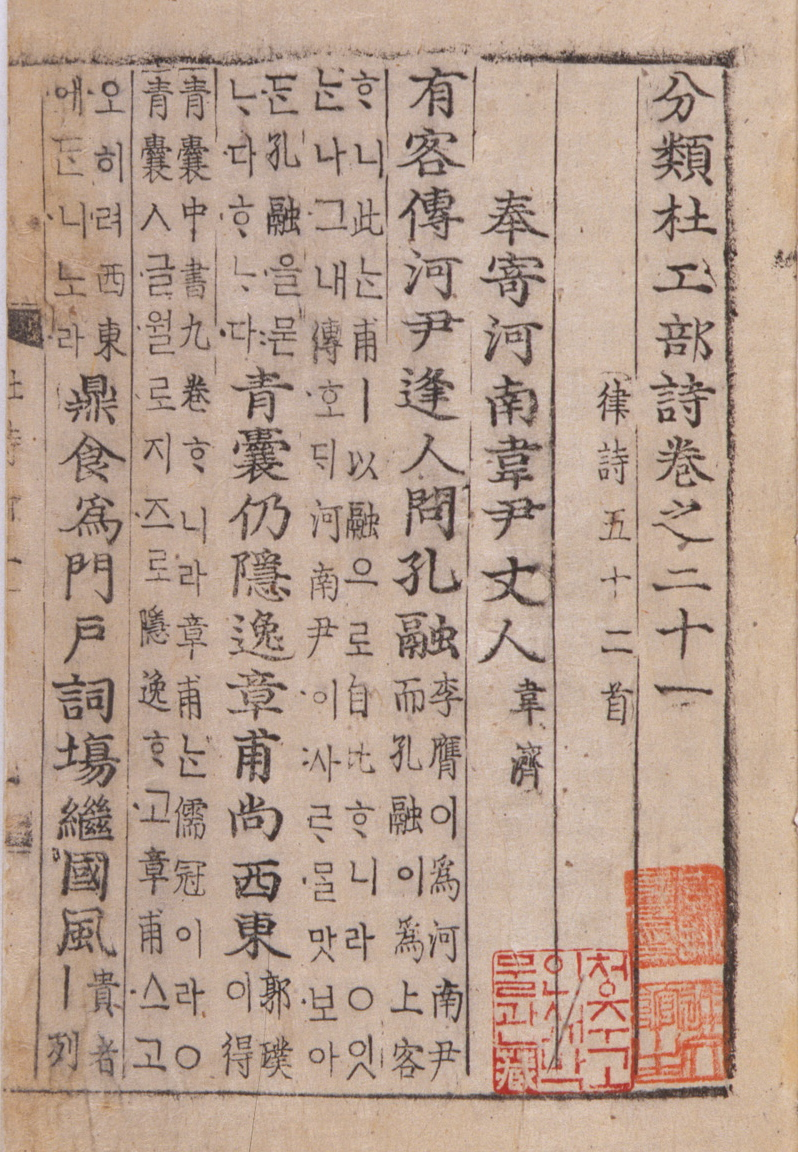
1481년에 조선에서 간행된 《두시언해》(杜詩諺解)

《두시》(杜詩)는 중국 당나라의 시인인 두보가 지은 시들을 모은 시집을 가리킨다.
북송 시대에 지어진 역사서인 《신당서》(新唐書)에 따르면 원래 당나라에는 두보의 시를 모은 시집 60권이 있었는데 당나라 말기부터 오대 십국 시대 사이에 일어난 동란으로 인하여 거의 소실되어 가집이 전해지지 않았다고 한다. 대력(大曆, 당 대종) 시대에 윤주 자사(潤州 刺史)를 역임했던 번황(樊晃)은 일찍이 두보가 지은 시 290수를 수집한 《두공부소집》(杜工部小集) 6권을 편찬했다. 또한 《두공부소집서》(杜工部小集序)를 저술하여 두시를 수집한 최초의 인물이 되었다.
북송의 학자인 왕수(王洙)는 숭문원(崇文院)에서 목차를 편찬하는 동안에 〈비부구장〉(秘府舊藏), 〈통인가소유〉(通人家所有)에 남아 있던 편을 이용해서 다시 정리했다. 왕수는 이러한 과정을 통해 두보가 지은 시 1,405편을 수집했고 이를 18권으로 편찬했다. 왕수는 1039년(보원(寶元) 2년)에 20권으로 구성된 《두공부집》(杜工部集)을 편찬하였다. 1059년(가우(嘉祐) 4년)에는 왕기(王琪)가 쑤저우에서 《두공부집》(杜工部集)을 편찬하고 《후기》(後記)를 썼다.
왕수에 앞서 두시를 정리한 사람으로는 소순흠(蘇舜欽), 왕안석(王安石), 유창(劉敞)이 있다. 소식이 지은 《동파제발》(東坡題跋) 권2(卷二)에 따르면 소식은 유사립(劉斯立)으로부터 일찍이 관성(管城)에 거주하던 가족으로부터 《두원외시집》(杜員外詩集)을 받았다고 한다. 왕수가 지은 《두공부집기》(杜工部集記)에 사용된 두집(杜集, 두보의 시를 모은 책)에는 9종이 있다고 기록되어 있는데 소순흠 등이 출처로 삼은 시집은 왕수가 모두 사용하지 않았다. 왕수는 두시를 정리하는 과정에서 당나라의 〈고본〉(古本) 2권, 〈촉본〉(蜀本) 20권, 〈집략〉(集略) 15권, 번황서 《소집》(樊晃序《小集》) 6권, 《손광헌서본》(孫光憲序本) 20권, 정문보서 《소릉집》(鄭文寶序《少陵集》) 20권, 〈별제소집〉(別題小集) 2권, 〈손근〉(孫僅) 1권, 〈잡편〉(雜編) 3권을 출처로 삼았다.
왕수는 두시 1,405수를 수집했는데 후손들이 세간에 알려져 있지 않던 시들을 계속 찾아보니 50여 수가 발견되었다고 한다. 이 가운데에는 진짜와 가짜가 있고 다른 것은 모두 진짜가 아니라고 한다. 소실된 두보의 시에 관한 문제는 수수께끼로 남아 있다. 두시의 율법은 깊고 엄격하며 글씨를 잘 쓰고 연정을 잘 다루고 국사를 많이 이야기한다고 한다. 위곡(韋縠)이 지은 《재조집》(才調集)은 "이백의 시 28수는 두시를 고르지 않는다."고 평가했다. 풍서(馮舒)가 지은 《재조집평주》(才調集評注)는 "두보를 숭배하고 중시한다."고 여겼으며 《사고제요》(四庫提要)는 "사실 두시는 고풍스러우나 그 서체는 용례가 다르다."고 평가했다. 고중무(高仲武)가 지은 《중흥간기집》(中興間氣集)도 두시를 받지 않았는데 사실 당시 두보는 이미 청년 시인이 아니었기 때문에 선정에서 제외되었다. 당나라 시대에 지어진 시를 모은 위장(韋莊)의 《우현집》(又玄集)에만 두시가 수록되어 있으며 두보, 이백, 왕유가 지은 시가 권두에 있다. 송나라 시대에 지어진 두시선본은 《문원영화》(文苑英華), 《당문수》(唐文粹)가 가장 유명하다.
중국의 역대 왕조에서 두보의 시에 주해를 달았던 사람으로는 1,000명이 넘는다고 한다. 남송 시대에 지어진 《황씨보천가집주두공부시사》(黃氏補千家集注杜工部詩史)》에 등장하는 실제 수집가는 151명이었다. 평생 동안에 걸쳐 두시에 가장 많은 힘을 기울인 남송의 시인인 유진옹(劉辰翁)은 두보가 지은 시에 대한 평론을 통해 《흥관집(興觀集)》을 집필했으나 간행되지 않았다. 원나라 사람인 고초방(高楚芳)은 《집천가주두공부시집》(集千家注杜工部詩集) 20권, 《문집》(文集) 2권에 주해를 삭제하고 유진옹의 평론을 첨부했다. 또 다른 예는 남송의 곽지달(郭知達)이 지은 《구가집주두시》(九家集註杜詩), 명나라 말기의 왕사석(王嗣奭)이 지은 《두억》(杜臆), 청나라의 전겸익(錢謙益)이 지은 《전주두공부집》(箋註杜工部集), 구조오가 지은 《두시상주》(杜詩詳註), 양륜전(楊倫箋)이 지은 《두시경전》(杜詩鏡銓) 20권, 포기룡(浦起龍)이 지은 《독두심해》(讀杜心解)가 있다. 왕사석은 《두억》에서 '이두증두(以杜證杜)'라는 주해 기법을 사용했는데 예를 들어 왕사석은 두시 〈대작화경가〉(對作花卿歌)에서 "성도에 화경이라는 용맹한 장군이 있고 어린 아이가 배워가면서 이름을 안다."(成都猛將有花卿，學語小兒知姓名)는 구절을 들어 화경(花敬)이 곧 화경정(花敬定)을 가리킨다는 것을 증명했다. 구자오는 "송나라·원나라 이래 주해를 하는 사람이 수백명을 넘지 못했는데... 각각의 장점을 가지고 있다. 그 중에서 《두억》을 지은 왕사석은 발명가에 가장 가까운 사람으로 여겨진다."고 말했다.
옛부터 중국과의 교류가 많았던 한국에서도 두보의 시가 고려·조선 시대의 많은 지식인들로부터 학습의 대상이 되었다. 특히 1481년(조선 성종 12년)에는 조위(曺偉), 유윤겸(柳允謙), 의침(義砧)이 왕명을 통해 두보가 지은 시를 한국어로 번역한 《두시언해》(杜詩諺解, 원래 제목은 《분류두공부시언해》(分類杜工部詩諺解), 총 25권 17책) 초간본이 출간되었다. 1632년(조선 인조 10년)에는 《두시언해》 중간본이 출간되었다.